# Dictionnaire de l'Académie française
‎Dictionnaire de l'Académie française je uradni slovar francoskega jezika, ki ga izdaja Académie française.
Do danes je bilo izdanih 8 izdaj, medtem ko je deveta v izdelavi (leta 2000 je bil izdan del, ki je vseboval beseda od Éocène do Mappemonde).